# Джулия Кели
Джулия Кели (на английски: Julia Kelly) е американска писателка на произведения в жанра исторически и съвременен любовен роман и исторически роман. Пише и съвременен спортен любовен роман под псевдонима Джулия Блейк (Julia Blake).

## Биография и творчество
Джулия Кели е родена през 1986 г. в Лос Анджелис, Калифорния, САЩ. От тинейджърска възраст е запалена читателка на романтична литература. Завършва специалност журналистика в Колумбийския университет. След дипломирането си работи като журналистка, продуцент и маркетинг специалист в Лос Анджелис, Айова и Ню Йорк, където преследва извънредни новини и ръководи репортери. Заедно с работата си започва да пише любовни романи.
Първият ѝ самостоятелен роман The Governess Was Wicked (Гувернантката беше зла) от поредицата „Гувернантката“ е издаден през 2016 г. Трилогията представя историите на три най-добри приятелки, които са наети като гувернантки за различни семейства и всички се оказват, че искат нещо, което не могат да имат.
В поредицата ѝ „Сватовницата от Единбург“, главната героиня, Мойра Съливан, най-добрата сватовница на Единбург, използва своите способности и очарование, за да създаде перфектните съвпадения за брак – дори ако двойките се съмняват, че някога ще намерят любов.
През 2021 г. е издаден романът ѝ „Последната градина в Англия“. Историята представя съдбите на три жени – независимата млада ландшафтна архитектка Вениша Смит, която създава парка в Хайбъри Хаус през 1907 г., Даяна, господарката на Хайбъри Хаус, която полага усилия за запази прекрасната градина в имението през 1944 г., и Ема Лавъл, която вдъхва нов живот на изоставената градина. Романът дава поглед към женската душа и любовта на англичаните към градинарството.
Книгите ѝ са преведени на 13 езика по света.
Джулия Кели живее със семейството си в Лондон.

## Произведения

### Самостоятелни романи
- The Light Over London (2019)[1][2]
- The Whispers of War (2020)
- The Last Garden in England (2021)
Последната градина в Англия, изд.: ИК „Прозорец“, София (2021), прев. Елена Кодинова
- The Last Dance of the Debutante (2021)

### Серия „Гувернантката“ (Governess)
1. The Governess Was Wicked (2016)[1]
2. The Governess Was Wanton (2016)
3. The Governess Was Wild (2016)

### Серия „Сватовницата от Единбург“ (Matchmaker of Edinburgh)
1. The Look of Love (2017)[2]
2. The Taste of Temptation (2018)
3. The Allure of Attraction (2018)

### Серия „Една седмица любов“ (One Week in Love)
1. One Week in Wyoming (2014) – с Алексис Ан, Александра Хотън и Одра Норт[2]
2. One Week in Hawaii (2015) – с Алексис Ан, Александра Хотън и Одра Норт
3. Seduction in the Snow (2016)
4. The Wedding Week (2016)